# Mercedes-Benz GL-Клас
Mercedes-Benz GL-Клас (GL від нім. Geländewagen Lang) — повнорозмірний SUV вищого класу німецької компанії Mercedes-Benz, що виготовляється з 2006 року.
Після модернізації в 2015 році модель отримала назву Mercedes-Benz GLS-Клас.

## Перше покоління (X164)

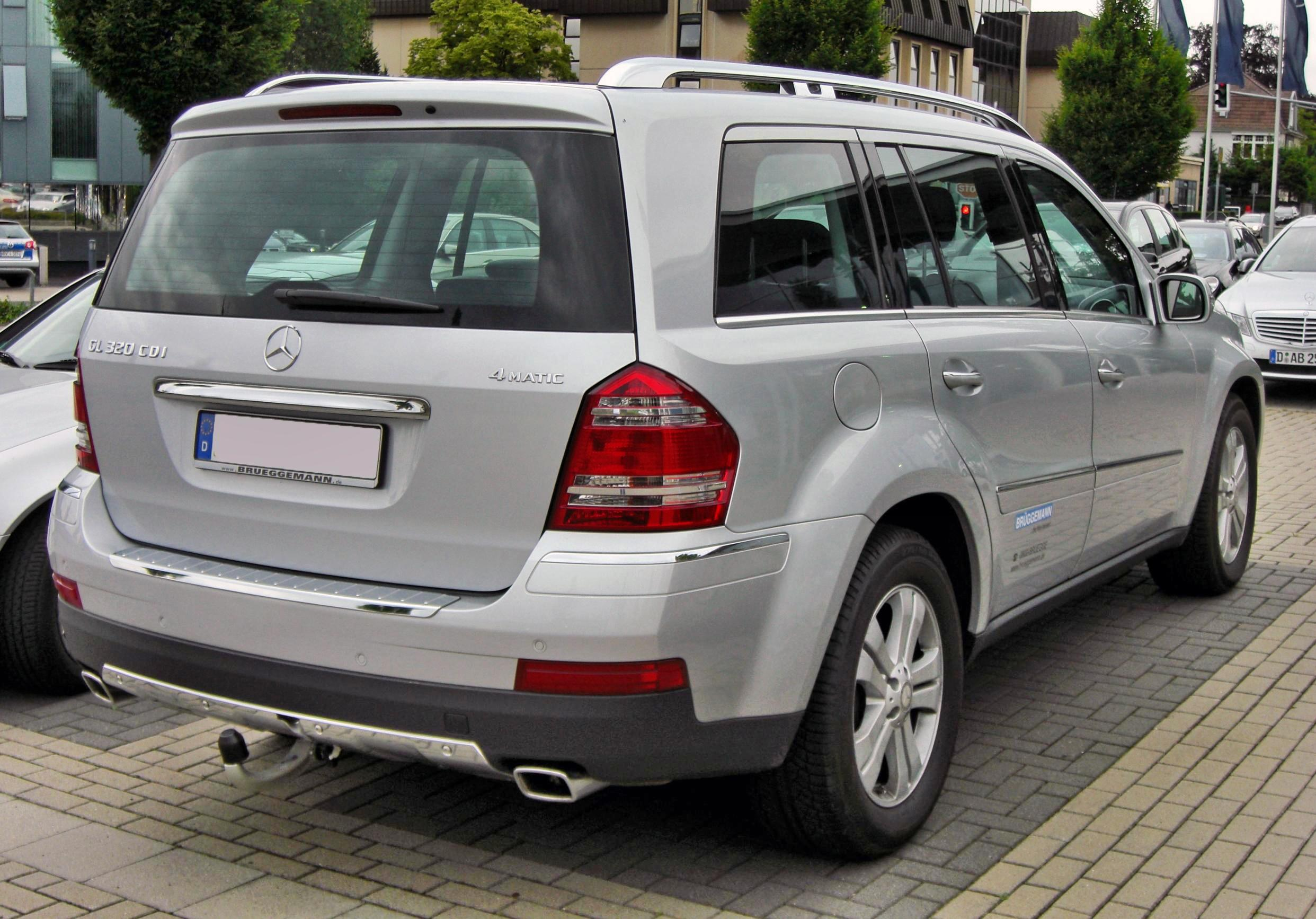
Mercedes-Benz GL 320 CDI 4Matic (2006—2009)

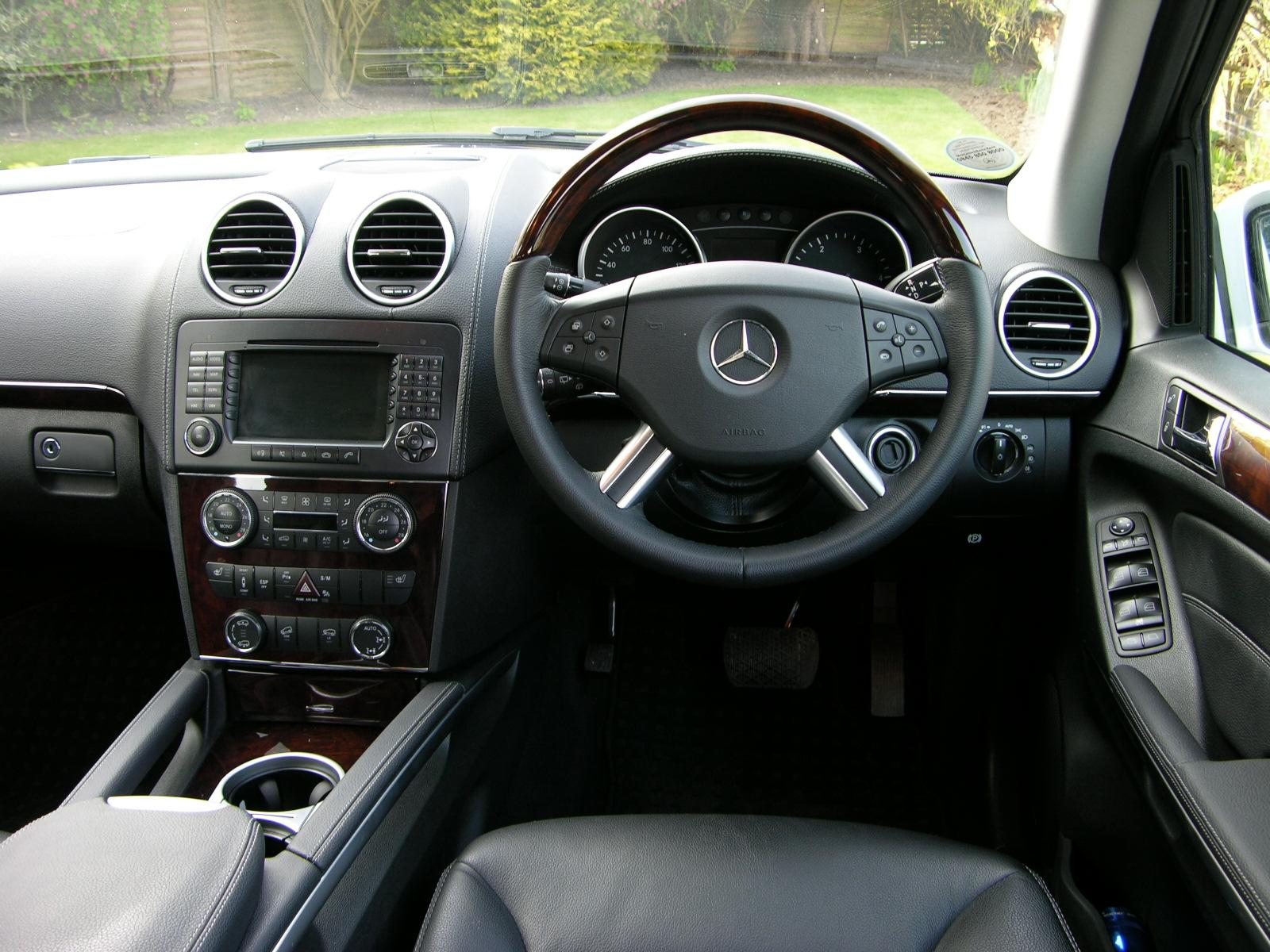
Салон Mercedes-Benz GL

Перше покоління GL-класу (номер кузова X164) дебютувало в 2006 році на Північноамериканському міжнародному автосалоні. Автомобіль спроектований для американського ринку, що видає його розмір, але також продається і в Європі.
GL-клас збільшена версія ML-клас, також багато в чому уніфікований з ним. Автомобіль має 3 ряди сидінь, сім місць. Всі майбутні GL-клас збираються на заводі в Алабамі. Спочатку GL-клас розроблявся для заміни Гелендевагена, однак відповідно до думки публіки і фанатів, Mercedes-Benz вирішив залишити G-клас у виробництві в доступному для огляду майбутньому і оновив у 2006 році.
Mercedes-Benz показав GL-клас з дизельними двигунами BlueTec на Північноамериканському міжнародному автосалоні в 2006 році. З двигунами BlueTec використовується система вприскування сечовини для очищення вихлопу. Автомобіль з'явився в продажу в липні 2006 року, але моделі з уприскуванням сечовини з'явилися на ринку тільки в 2008 році.

### Двигуни
| Модель                                            | Об'єм см³ | Потужність кВт (к.с.) при об/хв  | Крутний момент Нм при об/хв  | Код двигуна | Роки випуску |
| ------------------------------------------------- | --------- | -------------------------------- | ---------------------------- | ----------- | ------------ |
| GL 450 4MATIC                                     | 4663 см³  | 250кВт (340 к.с.) при 6000 об/хв | 460 Нм при 2700-5000 об / хв | M 273 KE 46 | 2006–2012    |
| GL 500 4MATIC (GL 550 4MATIC в північній Америці) | 5461см³   | 285кВт (388 к.с.) при 6000 об/хв | 530 Нм при 2800-4800 об / хв | M 273 KE 55 | 2006–2012    |

| Модель                           | Об'єм см³ | Потужність кВт (к.с.) при об/хв  | Крутний момент Нм при об/хв | Код двигуна        | Роки випуску |
| -------------------------------- | --------- | -------------------------------- | --------------------------- | ------------------ | ------------ |
| GL 320 CDI 4MATIC                | 2987 см³  | 165кВт (224 к.с.) при 3800 об/хв | 510 Нм при 1600-2800 об/хв  | OM 642 DE 30 LA    | 2006-2009    |
| GL 350 CDI 4MATIC BlueEFFICIENCY | 2987 см³  | 165кВт (224 к.с.) при 3800 об/хв | 510 Нм при 1600-2800 об/хв  | OM 642 DE 30 LA    | 2009-2010    |
| GL 350 CDI 4MATIC BlueEFFICIENCY | 2987 см³  | 195кВт (265 к.с.) при 3800 об/хв | 620 Нм при 1600–2400 об/хв  | OM 642 LS DE 30 LA | 2010-2012    |
| GL 350 BlueTEC 4MATIC            | 2987 см³  | 155кВт (211 к.с.) при 3400 об/хв | 540 Нм при 1600-2400 об/хв  | OM 642 DE 30 LA    | 2009–2012    |
| GL 420 CDI 4MATIC                | 3996 см³  | 225кВт (306 к.с.) при 3600 об/хв | 700 Нм при 2200-2600 об/хв  | OM 629 DE 40 LA    | 2006-2009    |
| GL 450 CDI 4MATIC                | 3996 см³  | 225кВт (306 к.с.) при 3600 об/хв | 700 Нм при 2200-2600 об/хв  | OM 629 DE 40 LA    | 2009-2010    |

### Рестайлінг 2009
Змінені: передній бампер з світлодіодними фарами, ґратка радіатора і задній бампер.
Додалися два нові варіанти кольору кузова — темно-сірий і світло-сріблястий. В інтер'єрі оновилася панель приладів, багатофункціональне рульове колесо і спеціальні підголівники NECK PRO для водія і переднього пасажира.

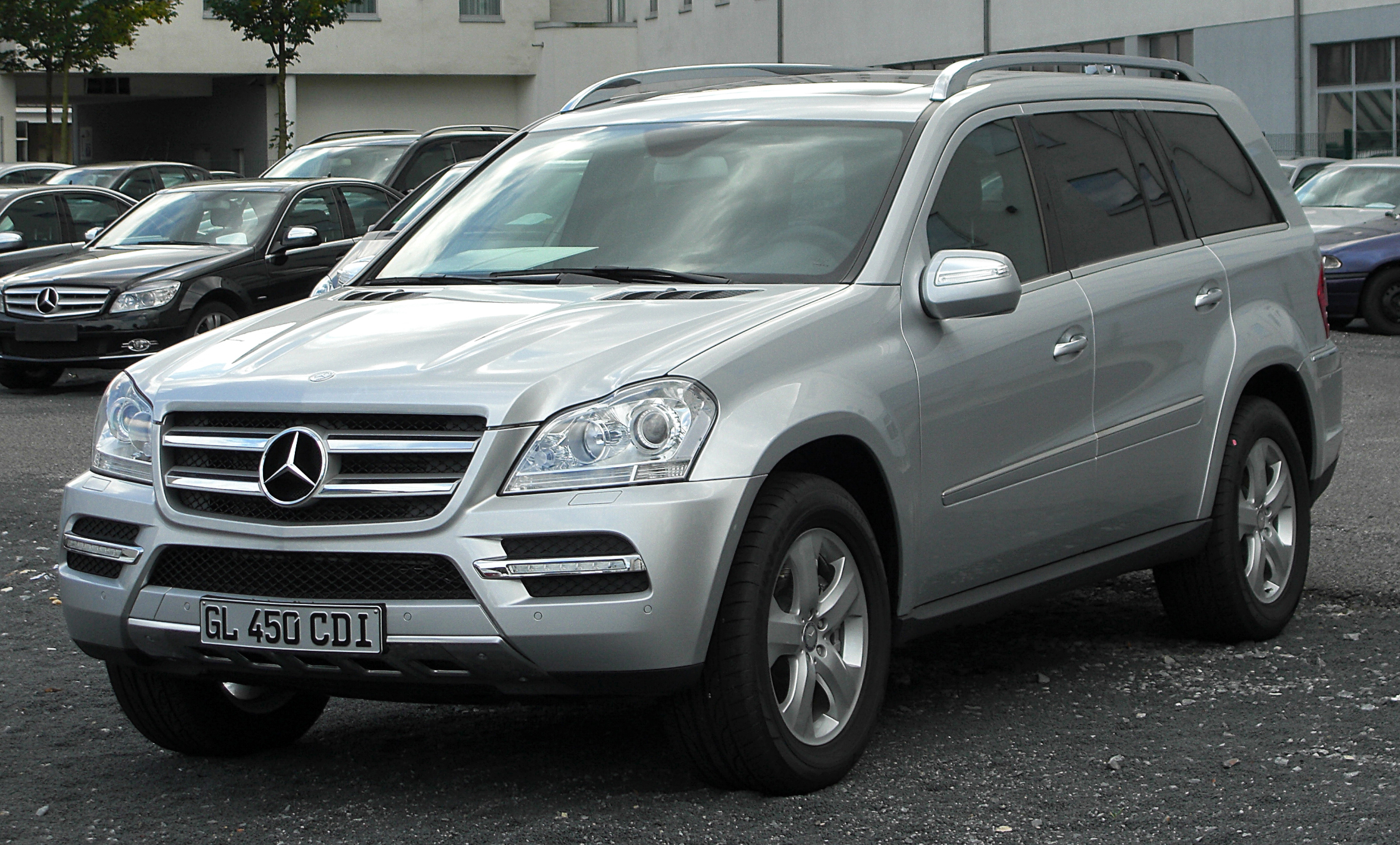
Mercedes-Benz GL 450 CDI 4Matic (2009–2012)
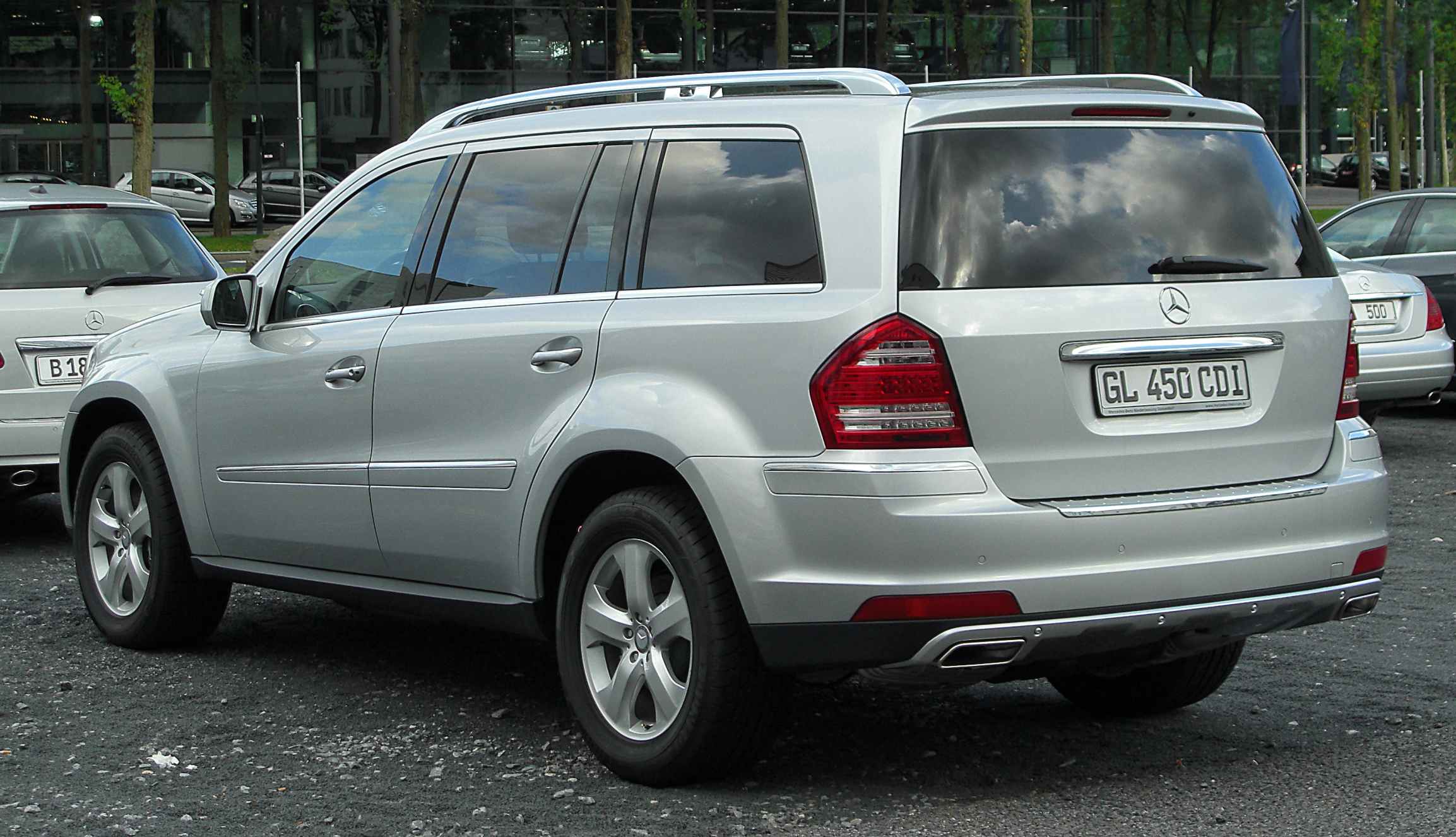
Mercedes-Benz GL 450 CDI 4Matic (2009–2012)

### Grand Edition
Grand Edition — найрозкішніша модифікація GL-класу. Це виконання містить у собі нове оформлення інтер'єру та екстер'єру автомобіля. GL-клас в цьому виконанні може похвалитися новим бампером з денними ходовими вогнями, іншою захисною накладкою на бампер, збільшеними ґратами радіатора, тонованими фарами, іншими патрубками вихлопної системи і 20-дюймовими колесами.
У салоні з'явилися нові сидіння, обшиті двокольоровою шкірою, килимки з велюру, накладки на педалі, вставки з чорного ясеня, оброблене шкірою кермо, передню панель, панелі дверей і підлокітники. крім того в салоні присутній шильдик «Grand Edition».
Автомобіль пропонується в 3-х варіантах GL 350 CDI, GL 450 і GL 500.

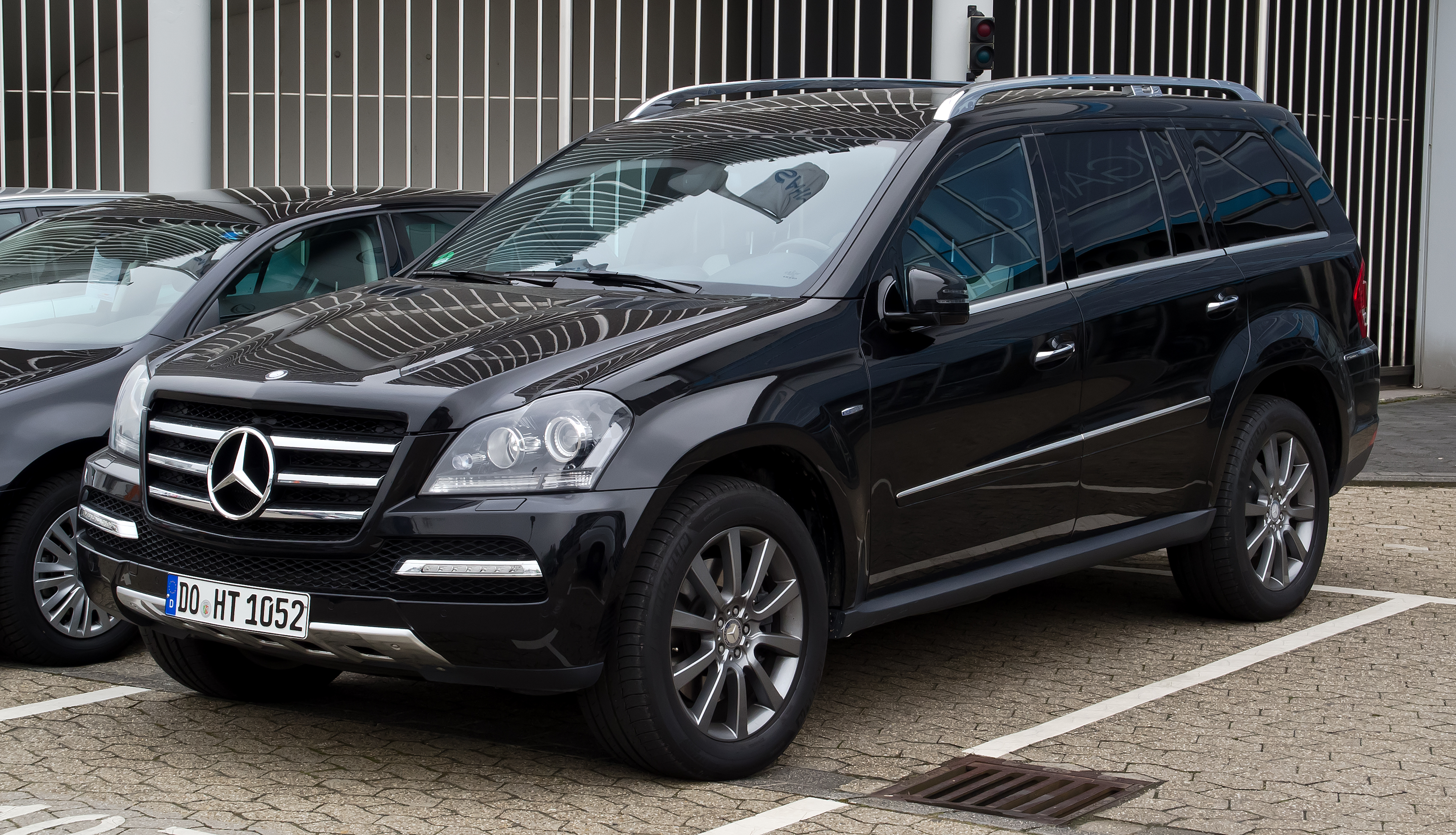
Mercedes-Benz GL 350 CDI 4MATIC BlueEFFICIENCY Grand Edition (2011–2012)
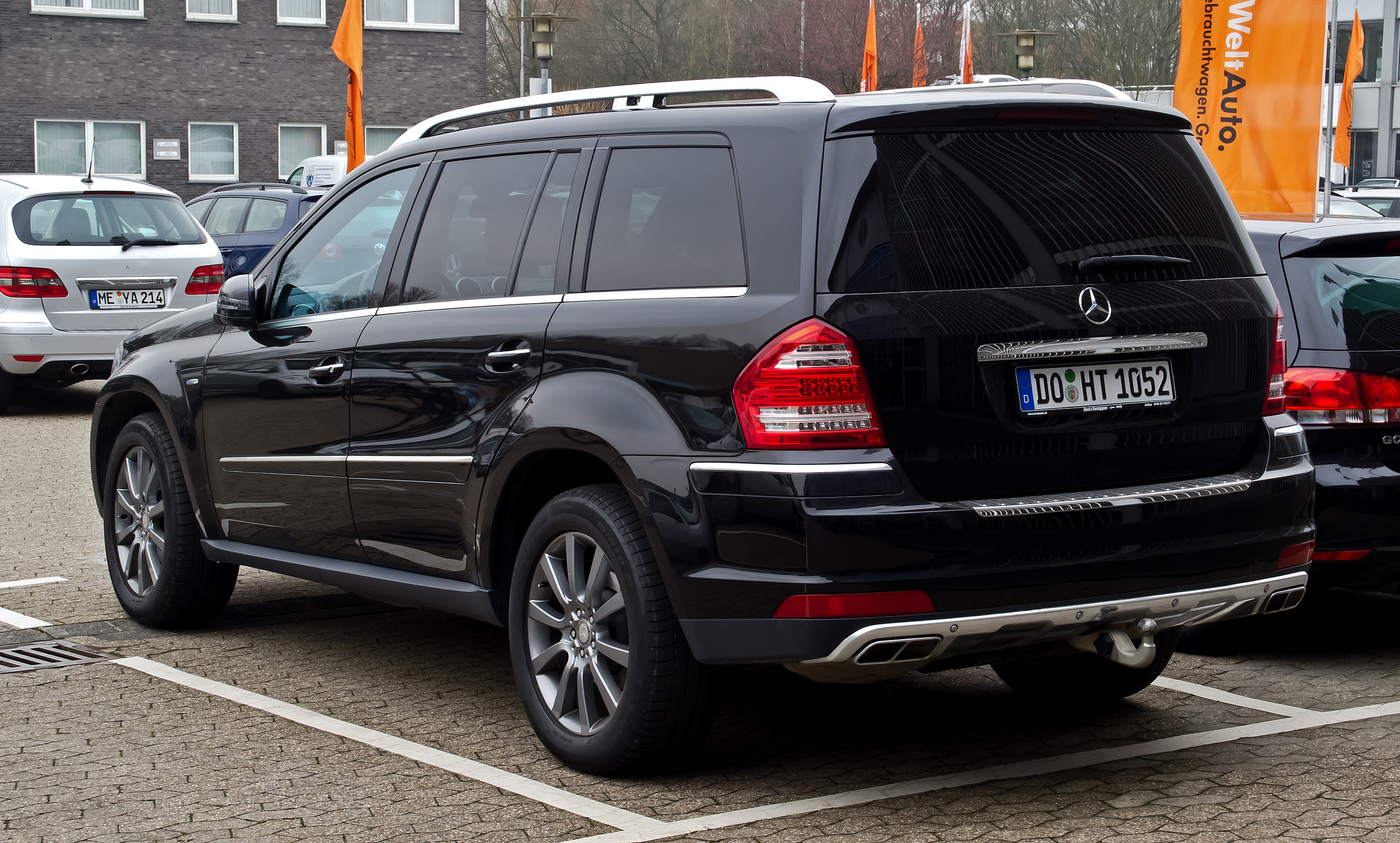
Mercedes-Benz GL 350 CDI 4MATIC BlueEFFICIENCY Grand Edition (2011–2012)

### Нагороди
- 2007 Motor Trend Sport / Utility of the Year — GL 450.

## Друге покоління (X166)

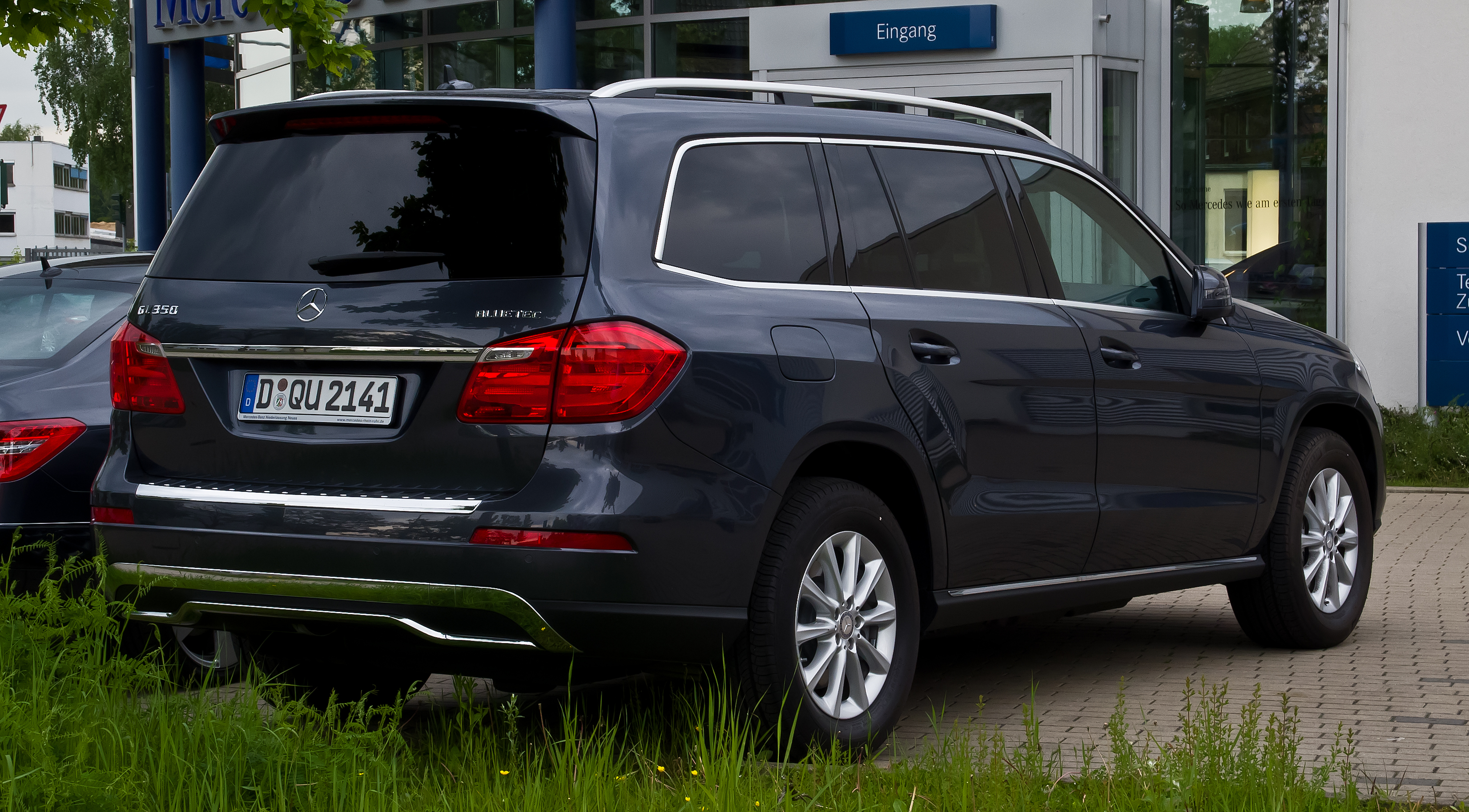
Mercedes-Benz GL 350 BlueTEC 4MATIC

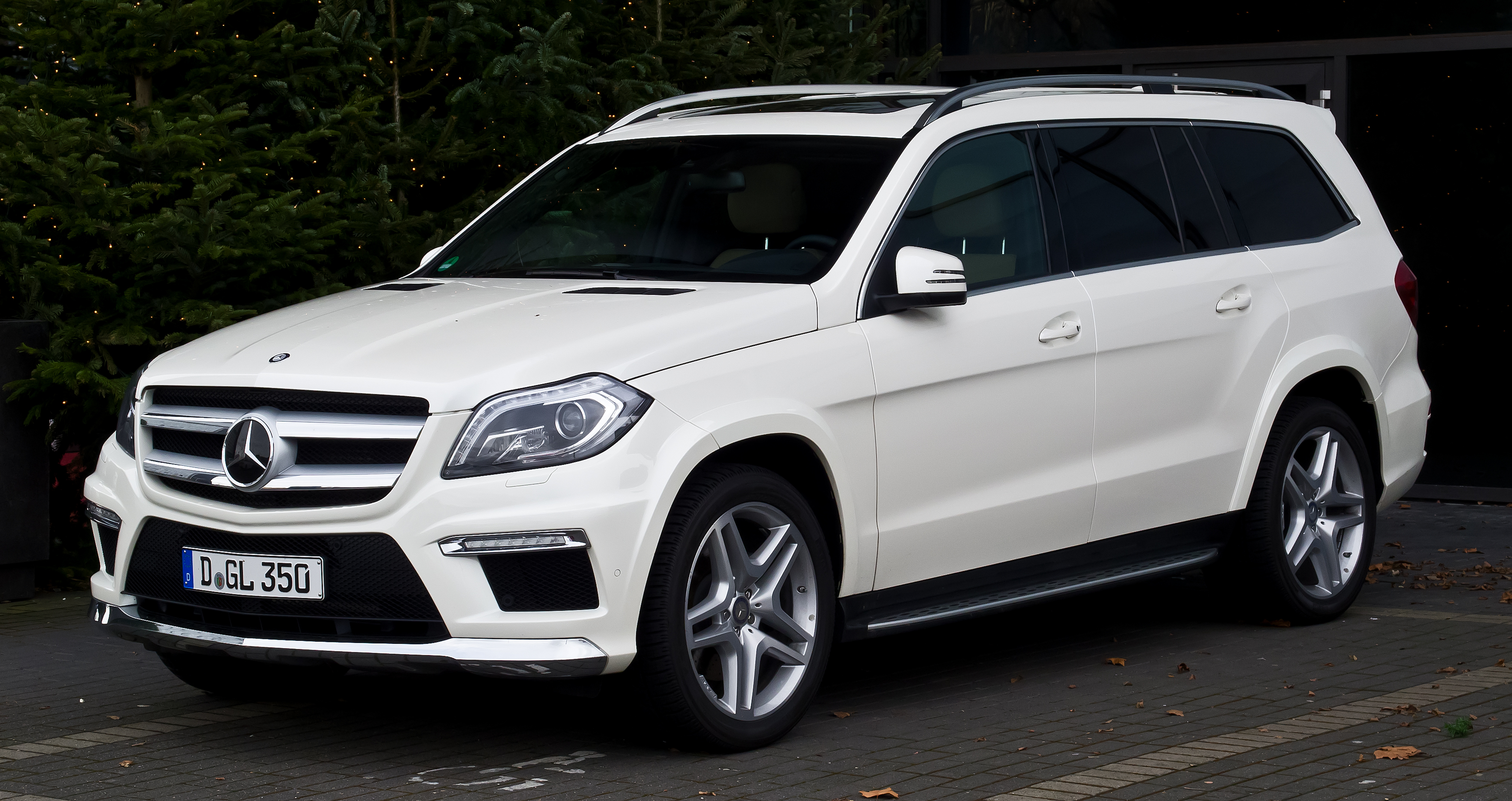
Mercedes-Benz GL 350 BlueTEC 4MATIC Sport-Paket AMG

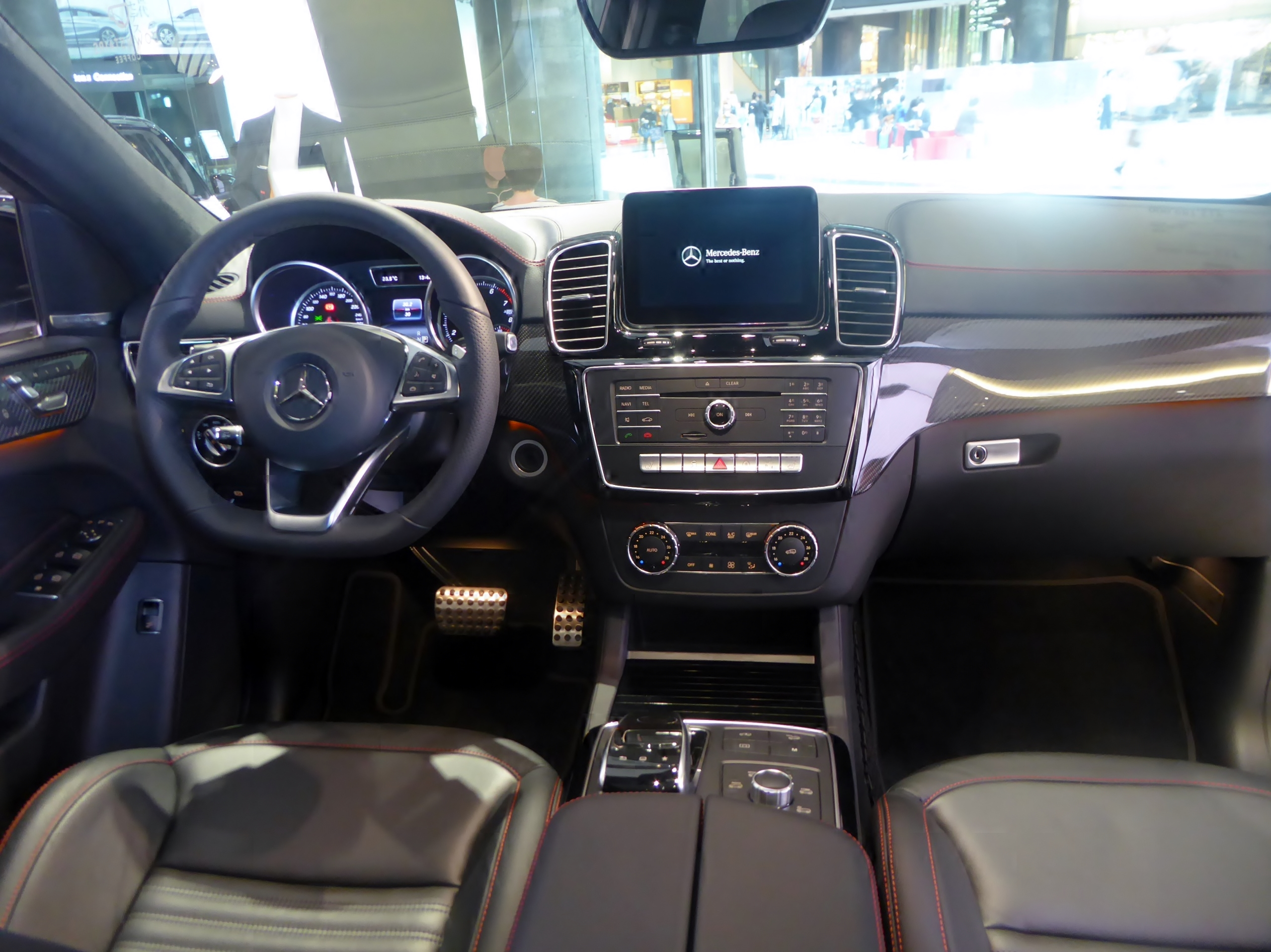
Mercedes-Benz GLS 500

Друге покоління Mercedes-Benz GL-класу (номер кузова X166) дебютувало на Нью-Йоркському автосалоні в квітні 2012 році. В червні 2012 року почався продаж моделі на американському ринку, на ринку Європи автомобіль з'явився восени 2012 року. X166 технічно пов'язаний з Mercedes-Benz ML-класу (W166). Будівництво GL-класу відбувається в США на заводі Mercedes-Benz в Таскалусі.
В листопаді 2012 року представлений Mercedes-Benz GL 63 AMG. Його 8-циліндровий бі-турбований двигун M157 DE 55 AL об'ємом 5,5 л. в парі з трансмісією 7G-Tronic AMG SpeedShift видає потужність 557 к.с. (410 кВт) і 760 Нм крутного моменту. Від 0 до 100 км/год GL 63 AMG розганяється усього за 4,9 с, а максимальна швидкість обмежується електронікою на відмітці в 250 км/год. Витрата палива згідно NEFZ становить 12,3 л на 100 км. 
Навіть в стандартній комплектації GL-Клас відмінно обладнаний. GL350 оснащений: передніми сидіннями з підігрівом, двозонним клімат-контролем, електроприводним люком, електроприводними дверима багажника, складним третім рядом сидінь, камерою заднього виду, аудіосистемою з CD/DVD чейнджером на 6 дисків.
GL350 і GL450 в стандартній комплектації оснащуються: Bluetooth, портом для підключення iPod, системою відкривання / закривання автомобіля mbrace2.
Всі автомобілі GL-Класу оснащуються: антиблокувальною системою гальм, блокуванням диференціалу, динамічним контролем тяги, пневмопідвіскою, підвіскою з регульованою жорсткістю, системою Антисон, системою контролю тяги, системою допомоги при підйомі на схил, електронною системою екстреного гальмування, іммобілайзером, охоронною сигналізацією, центральним замком, запасним колесом малого розміру, автомобільним комп'ютером, сервокермом, повторювачами покажчиків поворотів, біксеноновими фарами, денними світлодіодними ходовими вогнями, протитуманними фарами, задніми світлодіодними ліхтарями, водійською подушкою безпеки і подушкою безпеки для переднього пасажира.

### Mercedes-Benz GL 500
Автомобілі GL-Class вважаються найбільшими транспортними засобами Mercedes. Потужний GL500 знаходиться десь посередині лінійки зі своїм 4.7-літровим V8 турбодвигуном. Як всесвітньо відомий бренд, Mercedes-Benz дбає про репутацію своїх транспортних засобів незалежно від їх габаритів або призначення. Це стосується і підвіски. Стандартна пневматична підвіска Airmatic пропонує два режими:«Comfort» та «Sport», які доповнюють один одного.  Стандартно автомобіль оснащений камерою на 360 градусів, функцією підігріву передніх сидінь, 17.8-сантиметровим TFT дисплеєм з системою супутникової навігації, голосовим контролем, Bluetooth підключенням телефону та 21-дюймовими литими дисками коліс. Сидіння обшиті м'якою шкірою. Окремо для моделі GL500 представлений спортивний пакет з люком даху, масажними передніми сидіннями, підігрівом другого ряду сидінь, тонованим заднім склом та функцією запалювання без ключа. 
Під капотом GL500 знаходиться не найбільший двигун лінійки. Але це не означає, що автомобілю бракує потужності. З подвійним турбонаддувом 4.7-літровий V8 силовий агрегат демонструє 320 кВт потужності та 700 ньютон-метрів крутного моменту. За підтримки семиступінчастої автоматичної коробки передач, до сотні автомобіль з вагою у 2445 кг розганяється за 5.4 секунди. Виробник затвердив вкрай позитивні показники витрати пального, по факту масивний GL500 витрачає 12.7 л/100 км у змішаному циклі. Адаптувавши транспортний засіб до поїздок по місту, слід бути готовим до витрати на рівні 20.0 л/100 км. Привід в автомобіля постійний на всі колеса.
 

### Mercedes-Benz GLS-клас

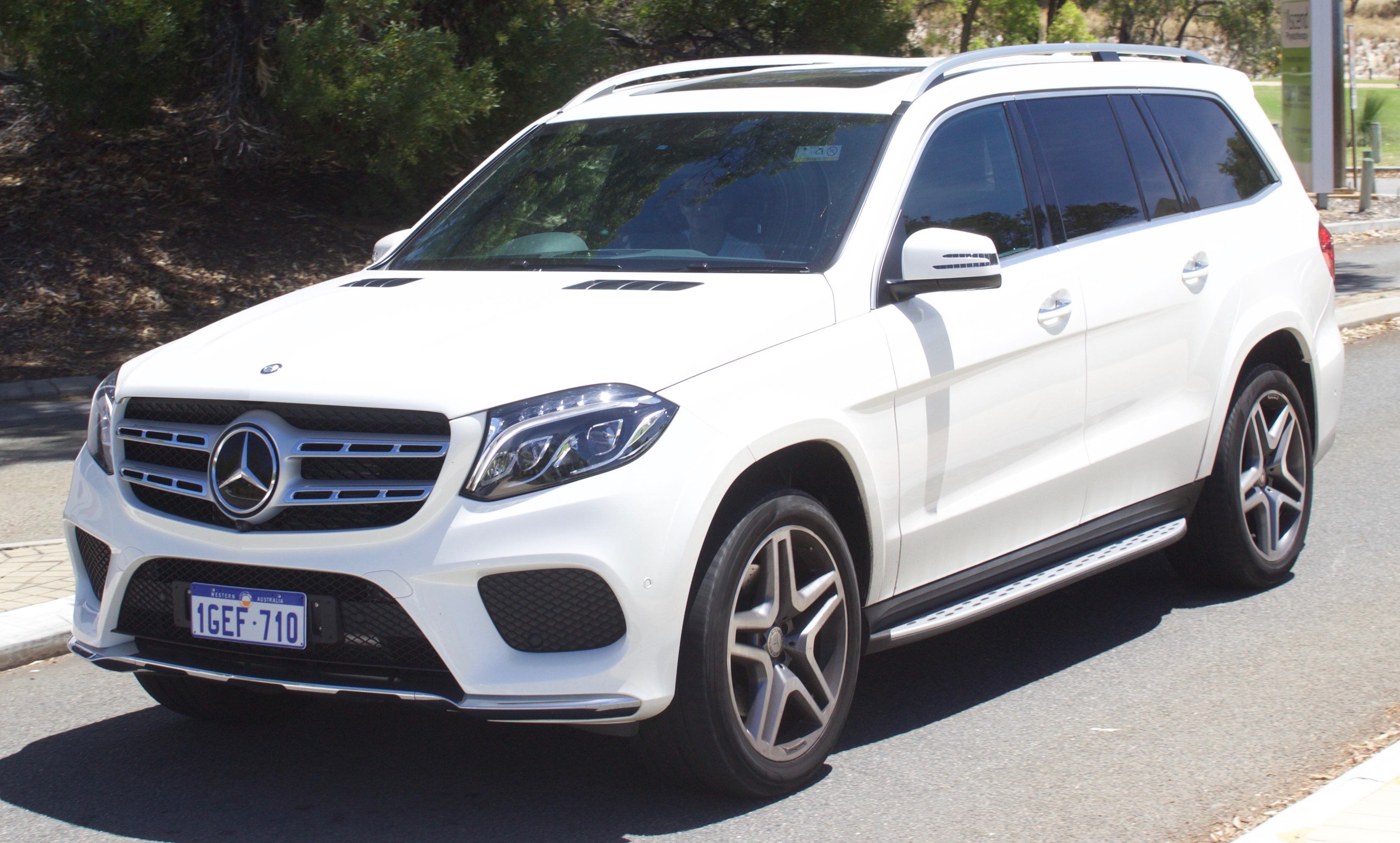
Mercedes-Benz GLS 350d

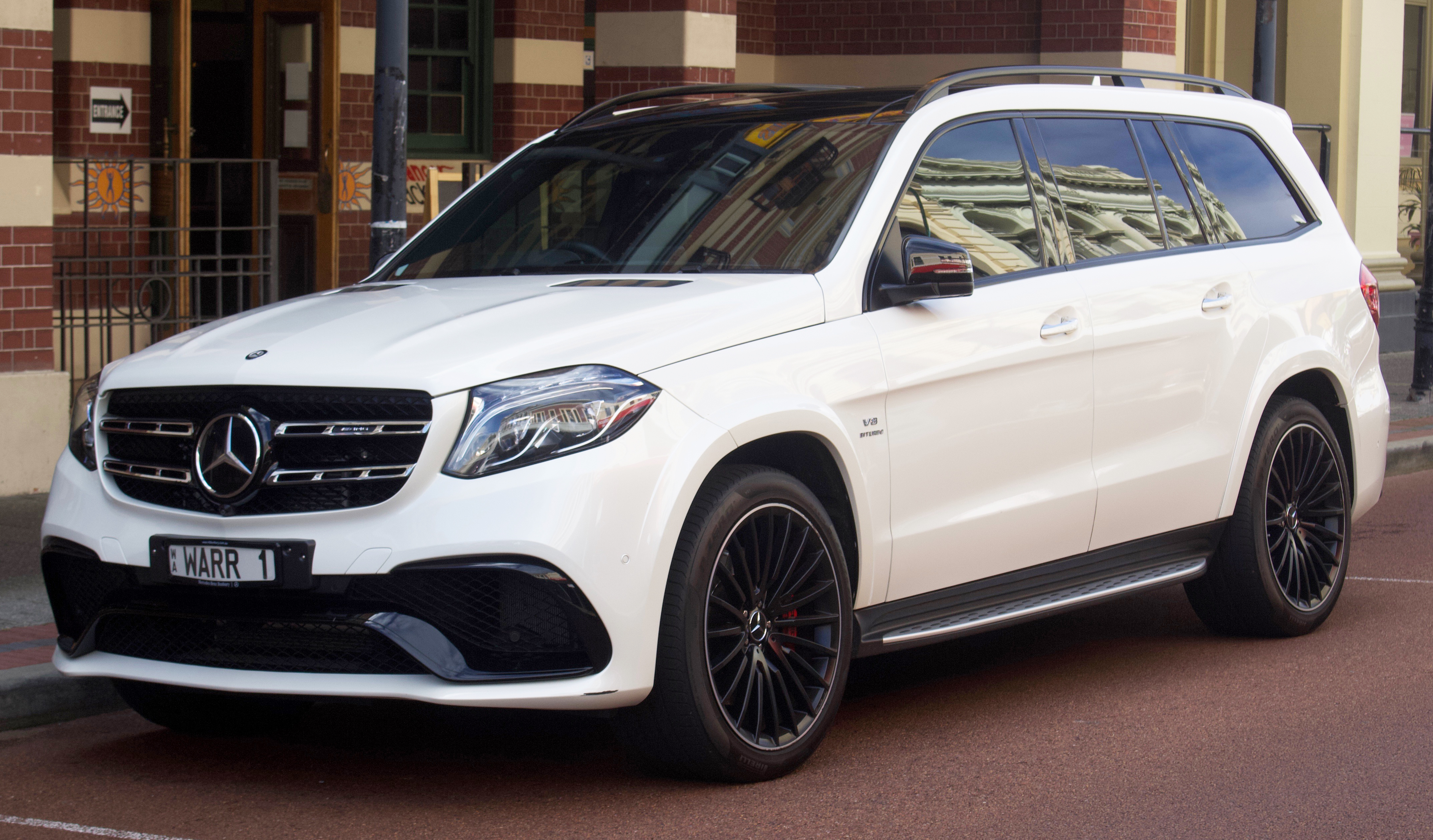
Mercedes-Benz GLS 63 AMG

У листопаді 2015 року друге покоління GL-класу піддалося рестайлінгу. Крім зовнішніх змін, що торкнулись передньої оптики і задніх ліхтарі, змінилося також і іменування класу: тепер розкішні повнорозмірні кросовери називаються Mercedes-Benz GLS-клас. Модернізації піддався і салон автомобіля, де встановили панель приладів, схожу з тією, що використовується на останньому поколінні GLE-класу. Дебют оновленої моделі відбувся на міжнародному автосалоні в Лос-Анджелесі.
Модельний ряд: GLS 350d 4MATIC, GLS 450 4MATIC, GLS 550 4MATIC та AMG GLS63.

### Двигуни
| Модель    | Роки виробництва | Код двигуна: Циліндри ГРМ | Об'єм    | Потужність                             | Крутний момент             | Система живлення            | Примітки |
| --------- | ---------------- | ------------------------- | -------- | -------------------------------------- | -------------------------- | --------------------------- | -------- |
| GL350 CDI | 2012-2015        | OM642: V6 DOHC            | 2987 см³ | 258 к.с. (190 кВт) при 3600 об/хв      | 620 Нм при 1600—2400 об/хв | Common rail                 |          |
| GL450     | 2012-2015        | M278: V8 DOHC             | 4663 см³ | 367 к.с. (270 кВт) при 5250 об/хв      | 600 Нм при 1600–4750 об/хв | пряме вприскування, бітурбо | для США  |
| GL500     | 2012-2015        | M278: V8 DOHC             | 4663 см³ | 408 к.с. (300 кВт) при 5250 об/хв      | 700 Нм при 1800–3500 об/хв | пряме вприскування, бітурбо |          |
| GL550     | 2012-2015        | M278: V8 DOHC             | 4663 см³ | 435 к.с. (320 кВт) при 5250 об/хв      | 700 Нм при 1800–3500 об/хв | пряме вприскування, бітурбо | для США  |
| GL63 AMG  | 2012-2015        | M157: V8 DOHC             | 5461 см³ | 557 к.с. (410 кВт) при 5250-5750 об/хв | 760 Нм при 2000–5000 об/хв | пряме вприскування, бітурбо |          |

## Продажі в США
| Рік  | Реалізація в США |
| ---- | ---------------- |
| 2005 | н/д              |
| 2006 | 18,776           |
| 2007 | 26,396           |
| 2008 | 23,328           |
| 2009 | 15,012           |
| 2010 | 19,943           |
| 2011 | 25,139           |
| 2012 | 26,042           |